# Cometes rileyi
Cometes rileyi là một loài bọ cánh cứng trong họ Cerambycidae.